# Gabriel De Coster
Gabriel De Coster, född 25 oktober 2000 i Uccle, är en belgisk kanotist som tävlar i kanotslalom.

## Karriär
Vid U23-EM 2020 i Kraków tog De Coster brons i K1. Vid olympiska sommarspelen 2020 i Tokyo, som arrangerades 2021, slutade han på 22:a plats i K1.
Vid EM 2025 i Vaires-sur-Marne tog De Coster guld i individuell kajakcross.